# Endnutzerdaten
Als Endnutzerdaten (nach altem Recht: Teilnehmerdaten) bezeichnet man im deutschen Telekommunikationsrecht die Daten von Endkunden, die im Telefonbuch und sonstigen Teilnehmerverzeichnissen veröffentlicht werden. Die gesetzlichen Regelungen zum Umgang mit Teilnehmerdaten finden sich seit dem 1. Dezember 2021 in § 17 und § 18 Telekommunikation-Telemedien-Datenschutz-Gesetz. Im österreichischen Recht wird der Umgang mit diesen Daten in § 18 TKG geregelt. Allgemeine Bestimmungen finden sich in der EG-Richtlinie 98/10/EG.